# Бурый шпат
Бу́рый шпат (англ. brown spar, нем. braunspat) — тривиальное, частично устаревшее название по меньшей мере для двух карбонатных минералов, относительно близких по составу: анкерита:211 и сидерита,:70 имеющих характерный грязно-бурый оттенок, обусловленный содержанием соединений железа, а также примесью оксида марганца. При этом анкерит, представляющий собой вторичный метасоматический минерал, ранее был известен в руссокязычной минералогической литературе большей частью именно под названием бурый шпат. Отчасти, это объясняется тем, что этот минерал представляет собой крайнего (с наибольшим содержанием ионов двухвалентного железа) члена в изоморфном ряду доломит-анкерит,:70 вследствие чего грязно-коричневые разности доломита, загрязнённые примесями, также могли встречаться под названием бурый шпат.
Примесной состав бурых шпатов позволил в XIX веке отнести их к числу изоморфных природных смесей и поставить проблему отнесения их к тому или иному фиксированному типу минералов с отдельным названием, описанием и химическим составом. В своей студенческой диссертации 1856 года Дмитрий Менделеев писал об этой фундаментальной минералогической проблеме со всей определённостью: «...возьмите любые изоморфные минералы, например, известковый и горькоземистый (Talkspath) шпаты; в них и кристаллическая форма, и рациональный химический состав сходны, а мы их разделяем, потому что существует некоторое постоянство в составе (первый почти чистая CaC, второй иногда даже совершенно чистая MgC...) <...> Есть до 5 шпатов, стоя́щих в средине или по химическому составу, или по форме. Бурый или горький шпат представляет переход по обоим свойствам: состав его есть вообще nMgC + mCaC, а угол его ромбоэдра = 106°15′20′′. Весьма было бы интересно знать: существуют ли все постепенные переходы по кристаллической форме и по химическому составу и не совершаются ли перые скачка́ми, т.е. существуют ли ромбоэдры шпатов всех возможных изменений от 105°8′ до 106°18′ и 107°[40]20′? Если существуют такие переходные формы, то конечно нет никакого основания резко отделять формы, чаще встречающиеся по тем или другим обстоятельствам, и делать из них особые виды <с отдельным названием>. Напротив, когда будет доказана непостепенность в изменении углов с постепенным изменением состава, тогда настоящее деление шпатов на несколько видов будет основываться на прочных началах».:32
Тем не менее, вне зависимости от фундаментальных научных вопросов, в разговорной практике мастеровых и геологов название «бурый шпат» (англ. brown spar — «коричневый шпат», в случае иностранного варианта) укоренилось и имело устойчивое хождение. Оно носит равно ёмкий и яркий описательный характер, касаясь исключительно внешнего вида камней; короткое и удобное для поседневного разговорного употребления, до конца XIX века это собирательное название примерно в равной степени было характерно и для англоязычной, и для германской минералогии. Впрочем, и позднее это устойчивое словосочетание удержалось в речи горняков, геологов и других ремесленных специальностей — в качестве обиходного термина расширительного или не вполне определённого значения, применимого к трём или даже четырём разным минералам.:115

## Основные минералы и разновидности
- Анкерит[2]:70[3] или вандштейн — минерал, сложный карбонат[1]:211 из группы доломита, в котором часть ионов магния замещена железом,[6]:258 расчётная формула Ca(Fe,Mg,Mn)(CO3)2. Химический состав иногда усложняется примесями марганца и кобальта. Железистый член изоморфного ряда доломит-анкерит, структурно близкий доломиту.
- Доломит[7] или горький шпат[5]:115 — распространённый в земной коре минерал из класса карбонатов химического состава CaCO3•MgCO3, близкие к доломиту разности из того же изоморфного ряда, окрашенные примесями железа и марганца в бурый или грязно-коричневатый цвет (англ. ferriferous dolomite)[6]:258 также могут встречаться под названием бурого шпата.[2]:70
- Сидерит[2]:70 или железистый шпат — гидротермальный или осадочный минерал, по составу карбонат железа с идеальной формулой FeCO3, в зависимости от количества и характера примесей имеет цвет от белого или желтовато-белого до красновато-коричневого. Грязноокрашенные разности коричневых оттенков известны под названием бурого шпата.[8]:119
- Магнезит (железистый)[5]:115 или брейнерит[6]:258 — распространённый в земной коре минерал из класса карбонатов химического состава MgCO3. Среди самых частых примесей, встречающихся в магнезите — те же ионы железа (Fe2+) или марганца, придающие белому или полупрозрачному минералу мутно-рыжий или коричневый цвет (брейнерит). В таких случаях его также могут называть бурым шпатом.
- Мезитит или мезитиновый шпат[9]:170 — ещё одна разновидность железистых магнезитов, включающая в своём составе (в отличие от брейнеритов), бо́льшее количество карбоната железа (от 30 до 50% сидерита). Мезититы имеют цвет от серого до красновато-бурого или коричневого, в последних случаях были известны под названием ромбического или бурого шпата.[10]:229
- Пистомезит, ранее иногда считавшийся одним из синонимов мезитинового шпата[11]:194 — разновидность магний-содержащего сидерита, ранее относимая к числу железистых магнезитов с ещё более высоким содержанием карбоната железа (от 50 до 70%). Пистомезит имел цвет сероватый до насыщенно-жёлтого, иногда жёлто-коричневый или коричневый. В последних случаях также причислялся к бурым шпатам.

## Галерея бурых шпатов

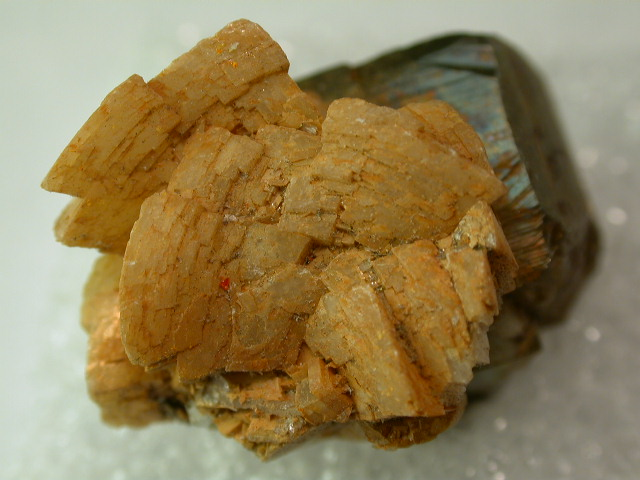
Анкерит
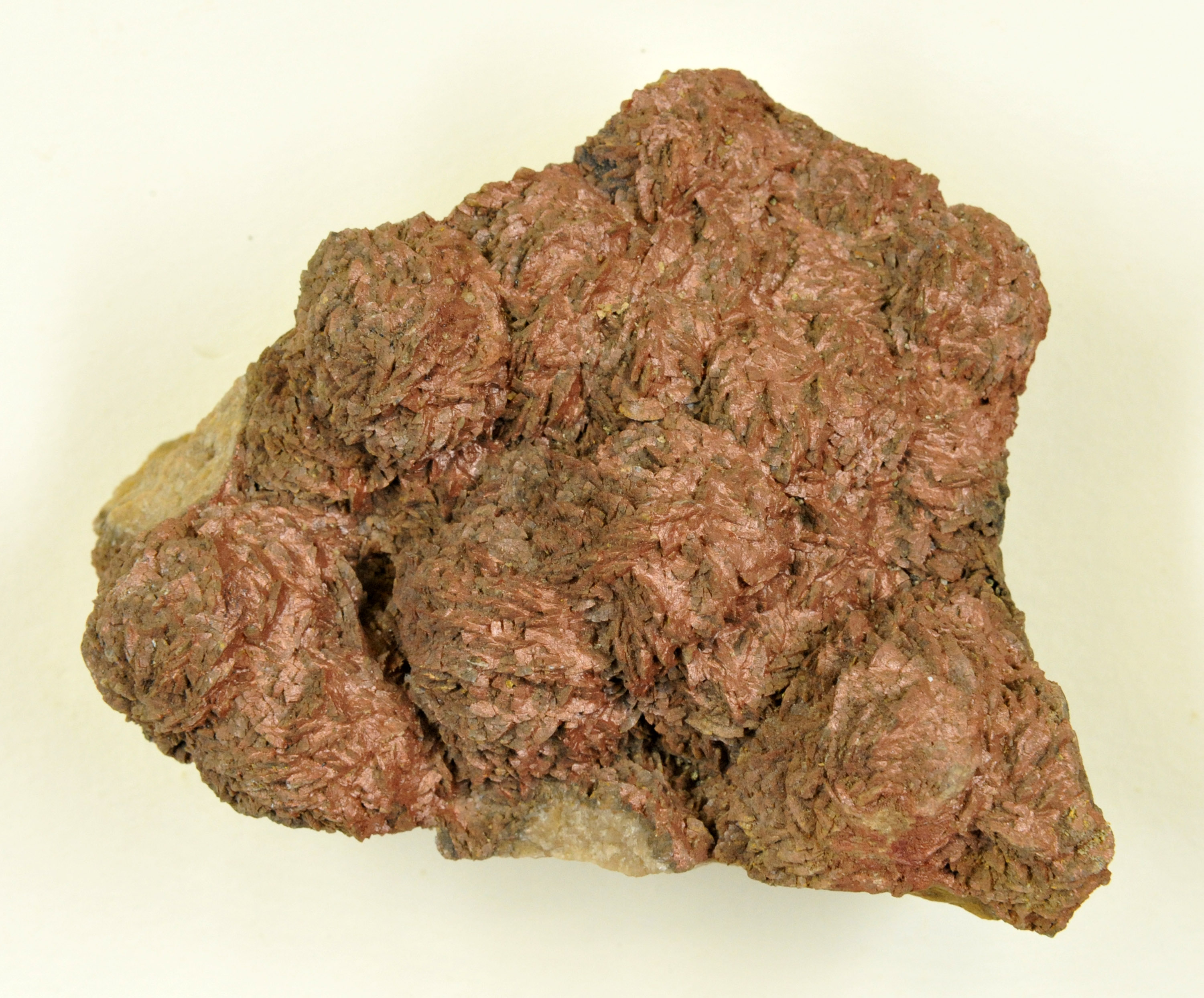
Бурый доломит
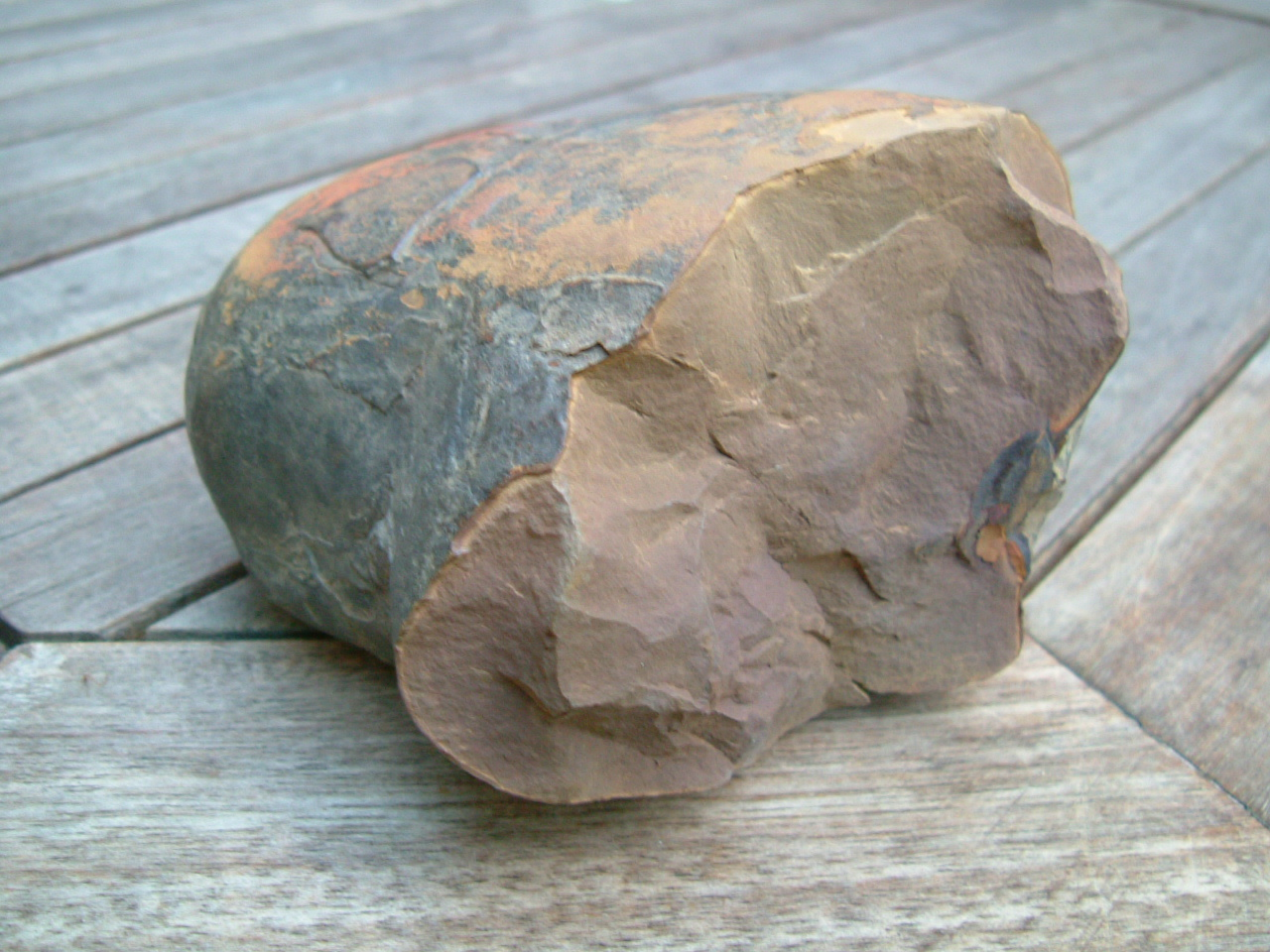
Сидерит
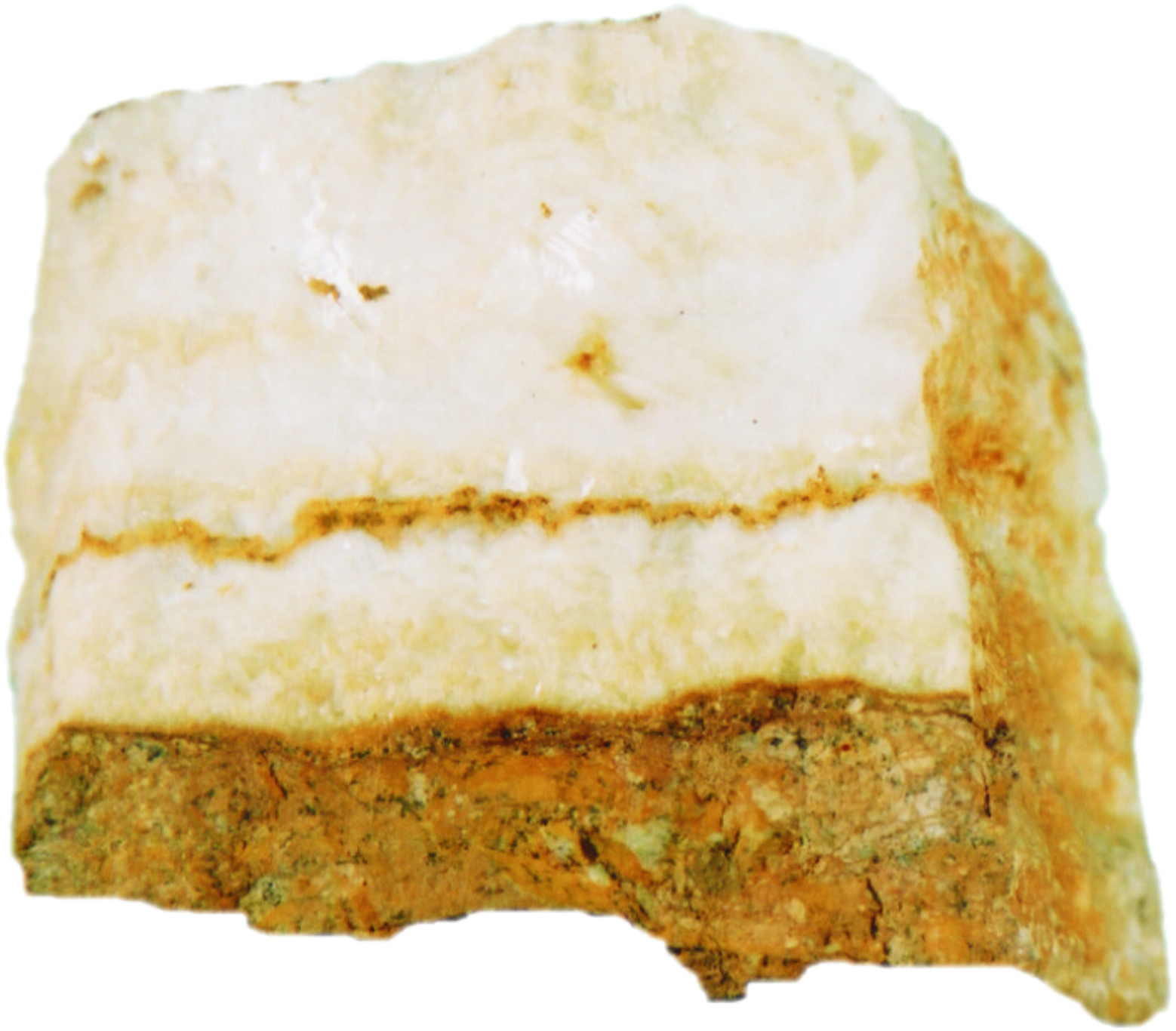
Железистый магнезит
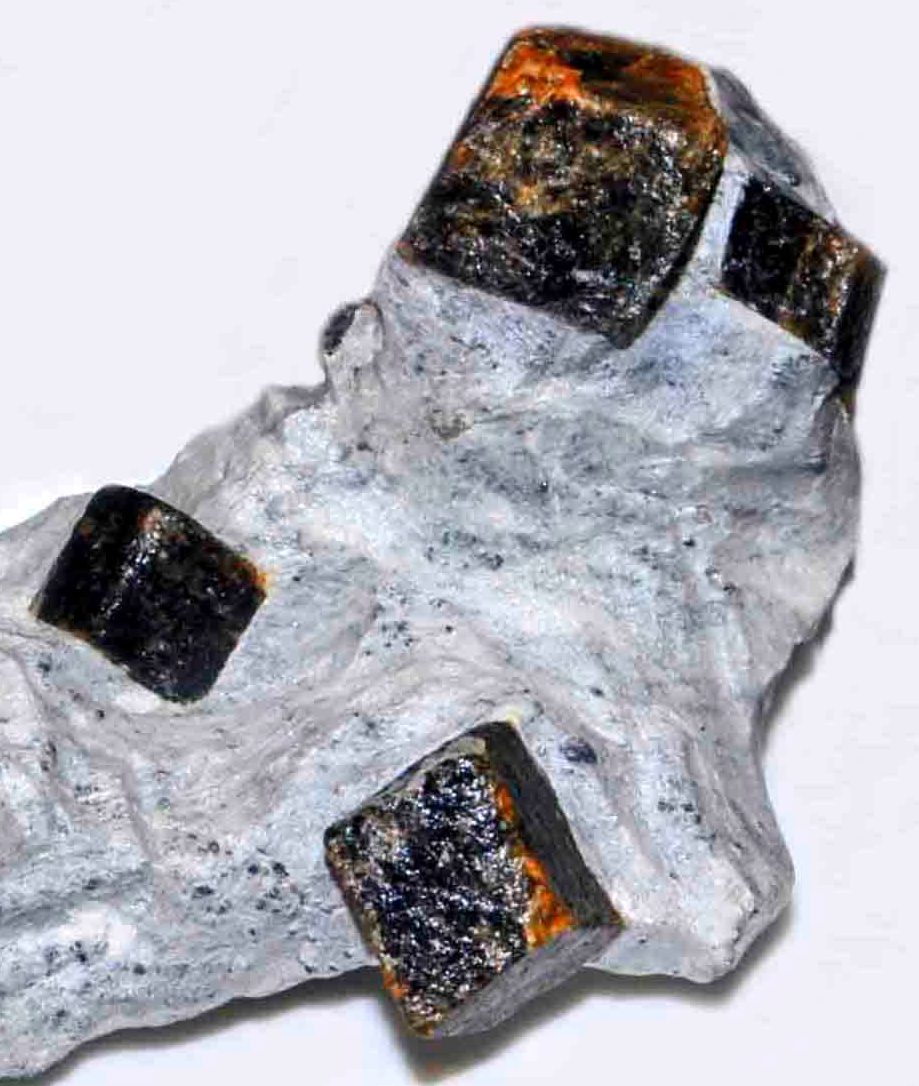
Брейнерит
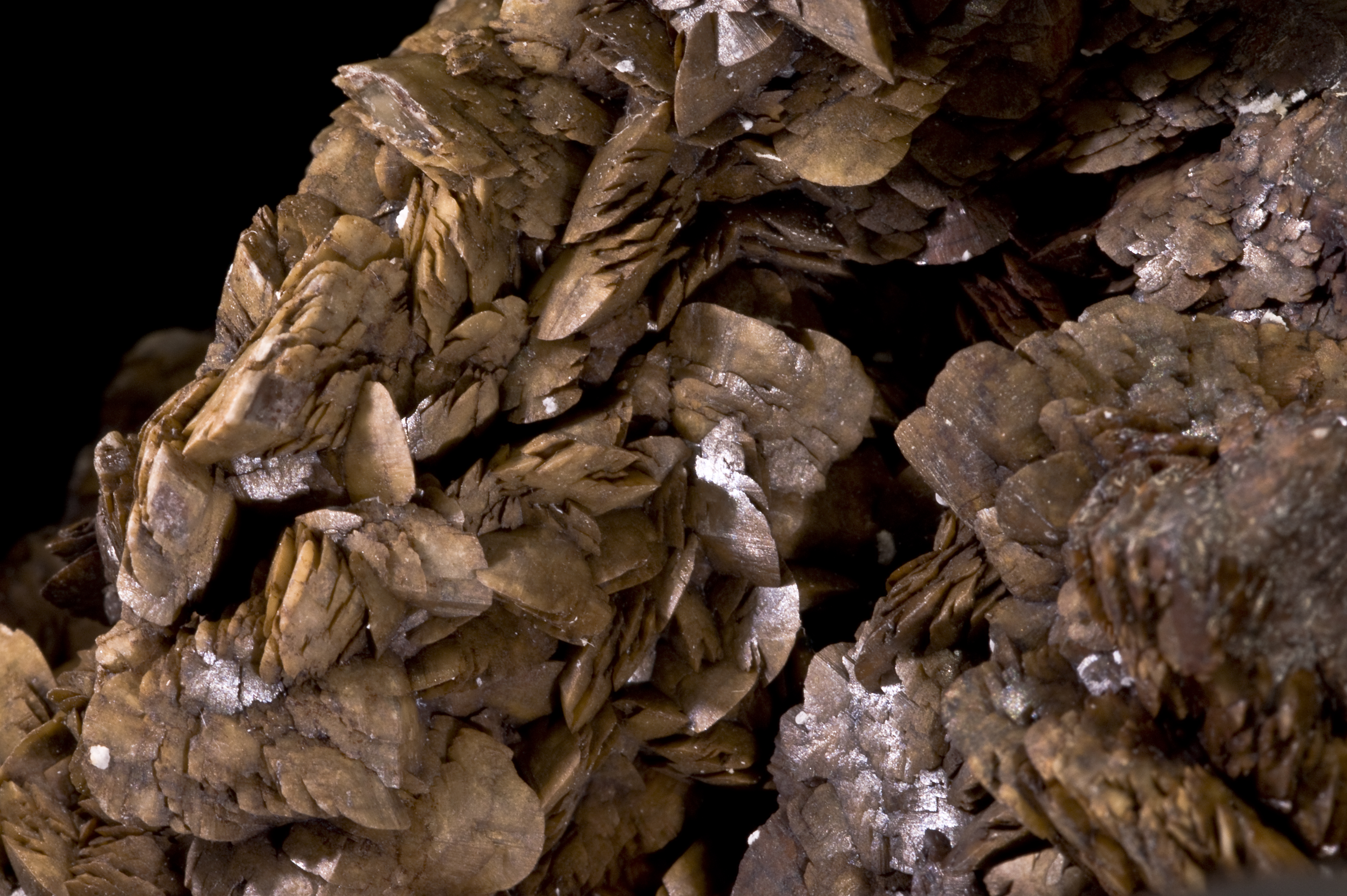
Мезитиновый шпат